# 幌內住吉站
幌內住吉站（日语：／ Horonai-Sumiyoshi eki */?）是位於北海道三笠市住吉町，日本國有鐵道（國鐵）的幌內線車站（廢站）。隨著三笠至幌內之間廢除客運業務而廢站，車站在1972年（昭和47年）11月1日廢除。

## 歷史
在戰後，由於煤炭增產體制，使幌內煤礦就業人員增加。幌內站周邊（包括此地區）開始建設大型住宅區。在當時的煤礦組合強烈要求下設置此站。此站附近地區前往幌內站一方的路段是約700米長的平坦路段，而三笠站前往此站則為往上斜坡（坡度達千分之25），因此機車需要從三笠站一口氣衝上斜坡。因此停靠此站的車輛難以加速，在冬天許多情況下都難以出發，使機車司機駕駛時十分困難。
- 1950年（昭和25年）1月20日：國鐵住吉臨時乘降場啟用。
- 1951年（昭和26年）2月14日前：改名為幌內住吉臨時乘降場。
- 1958年（昭和33年）8月5日：升級為車站。當時為旅客車站。
- 1965年（昭和40年）5月1日：廢除櫃臺業務，成為無人車站。
- 1972年（昭和47年）11月1日：車站許廢除。

## 車站構造
在開業至車站廢除當時，此站是地面車站，設有1面1線的單式月台。月台由石頭建成。前往三笠站的列車會開啟右邊車門。靠近幌內站一方設有平交道。

## 現況
路軌還存在。靠近平交道的部分石製月台還存在。

## 相鄰車站
北海道旅客鐵道
幌內線
三笠－幌內住吉－幌內

## 注腳
1. ↑  幌內線史 昭和63年 岩見澤市、三笠市發行。